# Jean Chen Shih
Jean Chen Shih   (29 de gener de 1942) és una bioquímica xinesa.

## Biografia
Shih va nàixer a Chen Jinghong (Xina), fou la segona dels quatre fills d'un enginyer. La seua mare procedia d'una família benestant. A l'edat de vuit anys es va haver de mudar a Taiwan junt amb la seua família. Estudià bioquímica a la Universitat Nacional de Taiwan i va obtindre el seu doctorat en la matèria mitjançant un programa conjunt amb la Universitat de Califòrnia a Riverside i Los Angeles (UCLA). Una volta finalitzà la seua investigació postdoctoral a UCLA, va començar a donar classes a l'Escola de Farmàcia de la Universitat del Sud de Califòrnia en 1974, on finalment fou nomenada professora de farmacologia i toxicologia moloecular. Shih fou coneguda per la seua investigació al voltant de la monoamino oxidasa. Arribà a ser membre de la Acadèmia Sinica en 2002. En 2013, el USC-Taiwan Center per a la Traducció de la Investigació fou fundada pel Fondo USC Daniel Tsai per a la Traducció de la Investigació en Farmàcia. Shih fou nomenada fundadora i directora. El 2018 fou incorporada com a membre del USC de l'Acadèmia Nacional d'Inventors.